# William Henry Ireland
Vous lisez un « bon article » labellisé en 2017.
Pour les articles homonymes, voir Ireland.
William Henry Ireland est un faussaire britannique né le 2 août 1775 à Londres et mort le 17 avril 1835 dans cette même ville. Il défraie la chronique dans les années 1790 en présentant à son père, le graveur Samuel Ireland, des documents inédits concernant William Shakespeare, parmi lesquels des pièces de théâtre entièrement inédites. Le public s'emballe, mais la vérité finit par éclater : tous ces documents sont des faux réalisés par le fils Ireland. Après la révélation du scandale, il poursuit une carrière beaucoup moins notable d'écrivain et poète en Angleterre et en France, sans jamais renier la supercherie qui l'a brièvement rendu célèbre.

## Biographie

### Jeunesse
William Henry Ireland naît en 1775, bien qu'il se plaise par la suite à se rajeunir de deux ans en prenant la date de son baptême comme référence. Il est le deuxième fils du graveur londonien Samuel Ireland et de sa maîtresse, Mrs. Freeman, de son vrai nom Anna Maria de Burgh Coppinger. Son frère aîné, Samuel, ne survit pas à la petite enfance. Son prénom est donné à William Henry, qui signe souvent « Samuel Ireland, Jr. » ou « S. W. H. Ireland » à l'âge adulte. Le jeune garçon est de constitution délicate et ne montre aucune prédisposition pour les études. En 1789, son père se rend en voyage sur le continent. Il emmène son fils avec lui et le laisse dans une école en France, où il passe les trois années suivantes. C'est durant cette période qu'Ireland apprend le français, une langue qu'il pratique couramment toute sa vie.
De retour en Angleterre, William Henry est placé comme apprenti chez un avocat de New Inn (en). Il se prend de passion pour le Moyen Âge, l'œuvre de Geoffrey Chaucer et les romans de chevalerie. Suivant l'exemple de son père, avide collectionneur d'objets anciens, il entame une collection de livres et de pièces d'armure. Le roman de Herbert Croft Love and Madness, avec sa description des impostures littéraires de James Macpherson et Thomas Chatterton, fait forte impression sur lui, et il marche dans les traces de Chatterton en écrivant ses premiers pastiches de vers médiévaux.
La grande passion de Samuel Ireland est l'œuvre de William Shakespeare, et l'un de ses plus grands désirs serait d'ajouter un échantillon de la main du dramaturge à sa collection. Par la suite, William Henry Ireland affirme que c'est pour faire plaisir à ce père qui l'a toujours considéré comme un benêt qu'il a entrepris la création de ses faux Shakespeare. L'élément déclencheur pourrait avoir été le séjour des deux hommes à Stratford-upon-Avon durant l'été 1793. Ils visitent ensemble les hauts lieux de ce qui est en train de devenir la légende shakespearienne, et William Henry est témoin du désespoir de son père lorsque ce dernier apprend qu'on a brûlé un coffre de vieux papiers la veille seulement de leur arrivée.

### Les faux Shakespeare

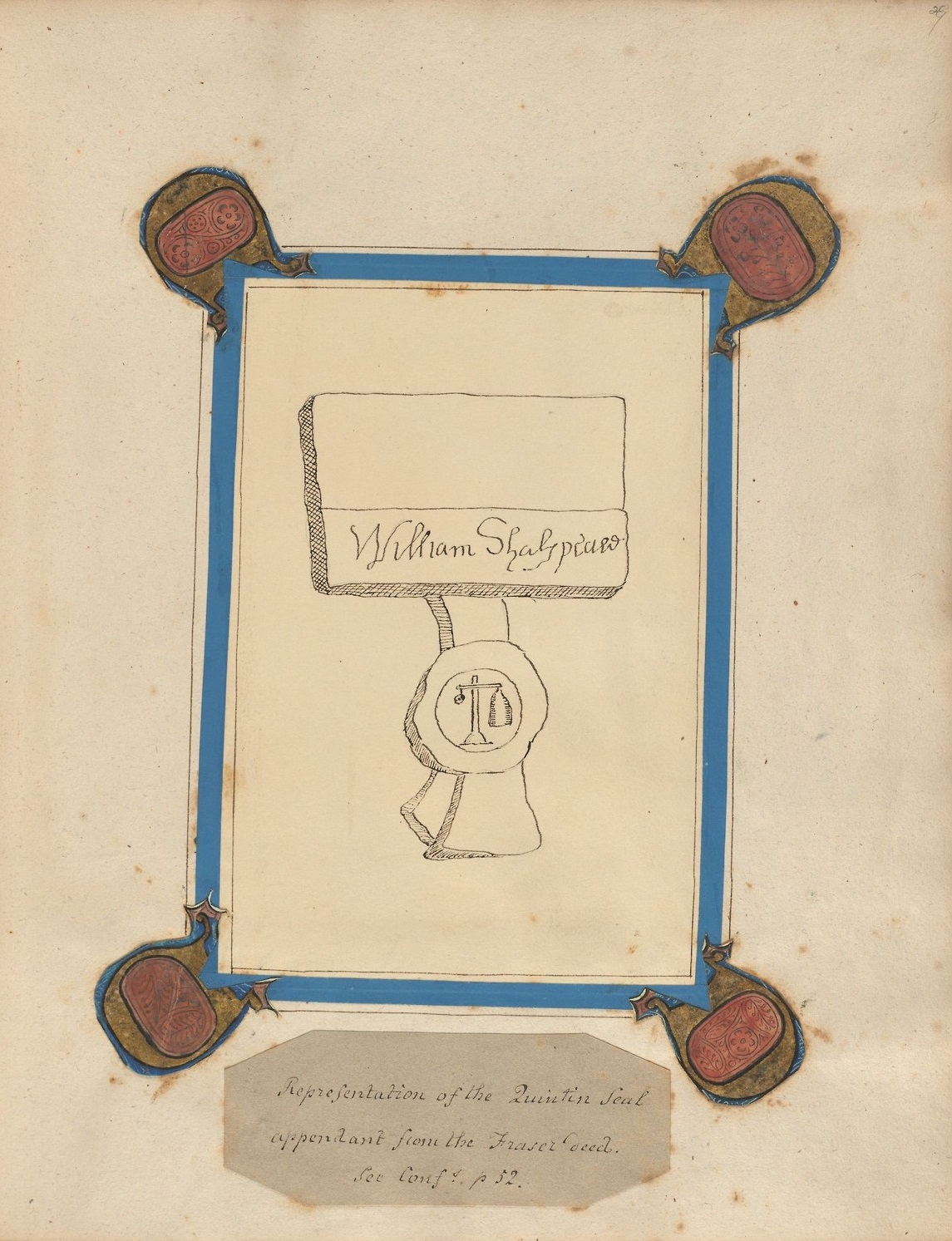
L'une des fausses signatures de Shakespeare réalisées par William Henry Ireland. MS Hyde 60, (4), Houghton Library, université Harvard.

William Henry Ireland réalise son premier faux Shakespeare l'année suivante. Il s'entraîne à imiter la signature du dramaturge (on n'en connaît à l'époque que trois exemplaires, ceux qui figurent sur son testament (en)), fait l'acquisition d'une encre pouvant passer pour ancienne et de parchemin d'époque, et produit un faux acte notarié daté du 14 juillet 1610. Il annonce sa « découverte » à son père le 2 décembre 1794, affirmant tenir le document d'une de ses connaissances, un certain « Mr. H. ». Samuel Ireland ne remet pas en doute l'authenticité de l'acte lorsqu'il peut le voir de ses yeux, quelques jours plus tard. Il presse son fils de poursuivre ses recherches.
Dans les mois qui suivent, William Henry continue donc à produire de faux documents liés à Shakespeare, parmi lesquels un portrait maladroit du dramaturge, inspiré du portrait Droeshout ; une lettre de la reine Élisabeth ; des livres annotés de sa main ; une boucle de cheveux du poète enclose dans une lettre adressée à sa femme Anne Hathaway ; une version alternative de son testament où il lègue ses manuscrits à un « William Henry Ireland », tentative transparente de légitimer la possession des papiers par la famille Ireland ; des extraits de versions alternatives des pièces Le Roi Lear et Hamlet ; et la promesse de pièces entièrement inédites, Vortigern and Rowena et Henry II. Ces documents présentent Shakespeare comme un homme du monde honnête et droit, une image susceptible de plaire aux contemporains de William Henry. Ils se caractérisent par une orthographe particulièrement fantasque, pleine de voyelles doubles, qui n'a rien à voir avec celle de l'anglais du XVIIe siècle.
Samuel Ireland ouvre les portes de sa demeure au public en février 1795. Les documents exposés font sensation, et seuls quelques sceptiques émettent des doutes quant à leur authenticité. Le vieux James Boswell est si ému qu'il tombe à genoux devant eux avant de les embrasser. D'autres grands noms de la littérature s'en font les champions, à l'image de Samuel Parr, Herbert Croft ou le poète lauréat Henry James Pye. En décembre, Samuel Ireland publie un recueil de fac-similés, Miscellaneous Papers and Legal Instruments under the Hand and Seal of William Shakespeare, qui attire pas moins de 122 souscripteurs.
Tandis qu'on prépare la première représentation de Vortigern and Rowena au théâtre de Drury Lane, les sceptiques se font de plus en plus bruyants dans la presse, où circulent de nombreuses parodies. Le 31 mars 1796, Edmond Malone, le plus grand spécialiste de Shakespeare de l'époque, publie An Inquiry into the Authenticity of Certain Miscellaneous Papers and Legal Instruments, un long argumentaire de plus de quatre cents pages où il démonte minutieusement toutes les incohérences et les anachronismes que contiennent les documents publiés. Deux jours plus tard, la première de Vortigern est un désastre (il n'y aura pas de seconde représentation), et la supercherie est éventée.
William Henry quitte le domicile familial au début du mois de juin et se marie le 4 juillet avec une certaine Alice Crudge. Il s'efforce de disculper son père en révélant toute la vérité sur l'affaire dans An Authentic Account of the Shaksperian Manuscripts (1796). Samuel Ireland refuse cependant d'être détrompé, car il est persuadé que son fils n'est pas assez intelligent pour avoir mis sur pied une mascarade aussi élaborée. Père et fils échangent des lettres acrimonieuses, dans lesquelles William Henry exprime des doutes sur leur parenté.

### Après le scandale

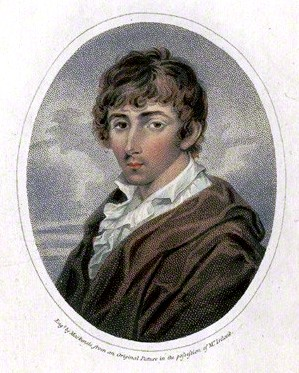
Portrait anonyme (1818).

Dans les années qui suivent, William Henry Ireland survit en produisant des illustrations, mais aussi de nouveaux échantillons de faux Shakespeare. Après la mort de sa première femme, il se remarie en 1804 avec la veuve d'un ami, le capitaine de marine Paget Bayly (frère du comte d'Uxbridge). Ils ont deux filles, dont l'aînée est baptisée « Anna Maria de Burgh » en hommage à Mrs. Freeman. L'année suivante paraissent The Confessions of William Henry Ireland, dans lesquelles l'écrivain revient sur l'affaire des faux Shakespeare.
Après un bref passage en France en 1805, les Ireland semblent avoir séjourné un certain temps dans le Devon, dont les paysages inspirent à William Henry trois recueils de vers en 1808-1809 : The Fisher Boy, The Sailor Boy et The Cottage Girl. On le retrouve à York au début des années 1810 : des dettes impayées lui valent d'être incarcéré au château d'York de janvier à juillet 1811. Ce séjour en prison lui inspire encore des poèmes, The Poet's Soliloquy to His Chamber in York Castle et One Day in York Castle. Les Ireland retournent en France en 1814 et s'installent dans le faubourg Saint-Germain. Dans les années qui suivent, William Henry écrit et traduit plusieurs livres sur l'histoire et la culture française. Il décroche un poste à la Bibliothèque nationale de France après s'être entretenu en personne avec Napoléon durant les Cent-Jours, mais ses sympathies bonapartistes sont mal vues après la chute de l'empereur, et finissent par contraindre la famille à rentrer de nouveau en Angleterre en 1823.
Toute sa vie, William Henry Ireland tire davantage de fierté que de honte de ses faux Shakespeare. Sur le tard, il réédite sa pièce Vortigern avec une préface biographique (1832). Il meurt le 17 avril 1835 à Londres. Il est inhumé le 24 avril à l'église Saint-Georges-le-Martyr de Southwark (en).

## Œuvres
Bernard Grebanier dénombre soixante-sept livres publiés par William Henry Ireland entre 1799 et 1835, sans compter ses traductions depuis ou vers le français. Il s'illustre dans une grande variété de genres : romans gothiques, romans d'amour, ballades, vers satiriques, pièces de théâtre, biographies, études historiques… La plupart du temps, il publie sous son vrai nom, mais il a parfois recours des pseudonymes ou à l'anonymat.
- 1796 : Vortigern, an Historical Tragedy in Four Acts, théâtre
- 1796 : An Authentic Account of the Shakespearian Manuscripts [lire en ligne]
- 1799 : The Abbess, roman
- 1799 : Henry II, théâtre [lire en ligne]
- 1800 : Rimualdo, roman
- 1801 : Ballads in Imitation of the Antient, poésie [lire en ligne]
- 1801 : Mutius Scaveola, théâtre
- 1802 : A Ballade Wrotten on the Feastynge and Merrimentes of Easter Maunday Laste Paste, poésie
- 1803 : Rhapsodies, poésie
- 1803 : The Woman of Feeling, roman
- 1804 : The Angler, poésie
- 1805 : Effusions of Love from Chastelar to Mary Queen of Scotland [lire en ligne]
- 1805 : Gondez the Monk, roman [lire en ligne]
- 1805 : The Confessions of William Henry Ireland, autobiographie [lire en ligne]
- 1807 : The Catholic, roman
- 1807 : Flagellum Flagellated, poésie
- 1807 : All the Blocks!, poésie [lire en ligne]
- 1807 : Stultifera Navis, poésie [lire en ligne]
- 1808 : The Fisher Boy, poésie
- 1808 : The Sailor Boy, poésie
- 1809 : The Cottage Girl, poésie
- 1809 : The Cyprian of St. Stephens, poésie
- 1810 : Elegiac Lines, poésie
- 1810 : The Pleasures of Temperance
- 1811 : The Poet's Soliloquy to His Chamber in York Castle, poésie
- 1811 : One Day in York Castle, Poetically Delineated, poésie
- 1812 : The State Doctors, poésie
- 1812 : Neglected Genius, poésie[N 1] [lire en ligne]
- 1814 : Chalcographimania, poésie [lire en ligne]
- 1814 : Jack Junk, or the Sailor's Cruise on Shore, poésie
- 1815 : Scribbleomania, poésie [lire en ligne]
- 1822 : France for the Last Seven Years
- 1822 : The Napoleon Anecdotes, biographie [lire en ligne]
- 1823 : Les Brigands de l'Estramadure, roman
- 1823 : Memoirs of the Duke of Rovigo, biographie
- 1823 : The Life of Napoleon Bonaparte, biographie
- 1823 : Memoirs of a Young Greek Lady (traduction), mémoires de Pauline-Adélaïde-Alexandre Panam [lire en ligne]
- 1824 : Memoirs of Henry the Great, biographie (2 vol.) [lire en ligne (vol. 1)] [(vol. 2)]
- 1827 : The Hundred Days of Napoleon Bonaparte, biographie
- 1827 : Shakespeariana
- 1828 : Life of Napoleon Bonaparte, biographie (4 vol.)
- 1828-1834 : History of Kent (4 vol.)
- 1830 : The Political Devil
- 1832 : Authentic Documents Relative to the Duke of Reichstadt, biographie
- 1832 : The Great Illegitimates, biographie
- 1832 : Vortigern, with a Preface by the Author, théâtre [lire en ligne]
- 1833 : The Picturesque Beauties of Devonshire